# Psalm 34
Psalm 34 is de 34e psalm uit Psalmen in de Hebreeuwse Bijbel (in de Griekse Septuagint en de Latijnse Vulgaat Psalm 33) en een psalm van David.
De psalm volgt het patroon van een acrostichon. Dat wil zeggen dat ieder vers begint met een volgende letter van het Hebreeuws alfabet. Het is de eerste psalm die engelen beschrijft als hoeders van de rechtvaardigen.
De ondertitel van de Psalm "Een psalm van David toen hij zijn gezicht had vertrokken bij Abimelech" doet denken aan de koning van Gat die hem wegjoeg, maar het verhaal over deze gebeurtenis in 1 Samuel 21 spreekt over koning Achis, niet Abimelech.

## Interpretatie
De woorden 'proef en zie dat de HEERE goed is' werd al gauw toegepast op het brood en de wijn die het lichaam en bloed van Christus zijn bij de eucharistie. De psalm fungeerde daarom als communiepsalm.
1 · 2 · 3 · 4 · 5 · 6 · 7 · 8 · 9 · 10 · 11 · 12 · 13 · 14 · 15 · 16 · 17 · 18 · 19 · 20 · 21 · 22 · 23 · 24 · 25 · 26 · 27 · 28 · 29 · 30 · 31 · 32 · 33 · 34 · 35 · 36 · 37 · 38 · 39 · 40 · 41 · 42 · 43 · 44 · 45 · 46 · 47 · 48 · 49 · 50 · 51 · 52 · 53 · 54 · 55 · 56 · 57 · 58 · 59 · 60 · 61 · 62 · 63 · 64 · 65 · 66 · 67 · 68 · 69 · 70 · 71 · 72 · 73 · 74 · 75 · 76 · 77 · 78 · 79 · 80 · 81 · 82 · 83 · 84 · 85 · 86 · 87 · 88 · 89 · 90 · 91 · 92 · 93 · 94 · 95 · 96 · 97 · 98 · 99 · 100 · 101 · 102 · 103 · 104 · 105 · 106 · 107 · 108 · 109 · 110 · 111 · 112 · 113 · 114 · 115 · 116 · 117 · 118 · 119 · 120 · 121 · 122 · 123 · 124 · 125 · 126 · 127 · 128 · 129 · 130 · 131 · 132 · 133 · 134 · 135 · 136 · 137 · 138 · 139 · 140 · 141 · 142 · 143 · 144 · 145 · 146 · 147 · 148 · 149 · 150 · 151